# 馬里尤納斯·佩特拉維修斯
馬里尤納斯·佩特拉維修斯（1979年10月24日—），立陶宛籃球運動員。他曾經在意大利球隊米蘭奧林匹亞效力。他現在已經退役。他也代表立陶宛國家籃球隊參賽。